# José Zampicchiatti
José Nicasio Zampicchiatti (* 11. Oktober 1900 in Olavarría; † 13. Dezember 1984 in Buenos Aires) war ein argentinischer Radrennfahrer und nationaler Meister im Radsport.

## Sportliche Laufbahn
Zampicchiatti war im Straßenradsport aktiv und Teilnehmer der Olympischen Sommerspiele 1924 in Paris. Im olympischen Einzelzeitfahren kam er beim Sieg von Armand Blanchonnet als 43. ins Ziel. Die argentinische Mannschaft kam mit Zampicchiatti, Cosme Saavedra, Luis de Meyer und Julio Emilio Polet in der Mannschaftswertung auf den 9. Rang. 1922 und 1923 gewann er die nationale Meisterschaft im Straßenrennen.